# Siegfried Walter Loewe

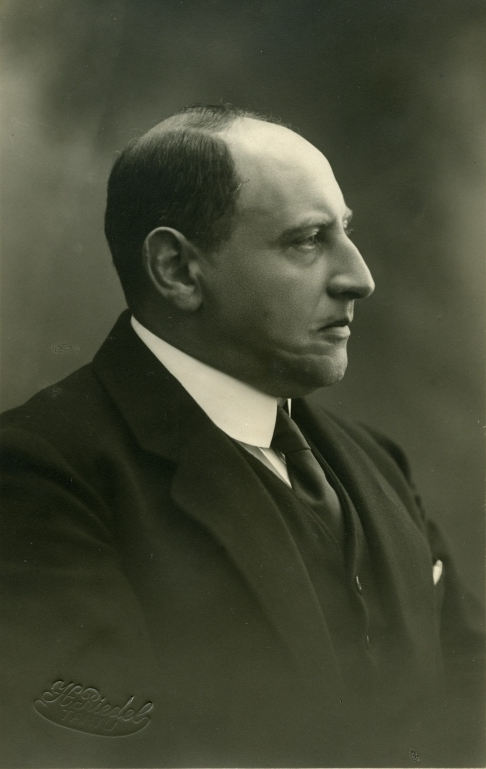
Siegfried Walter Loewe

Siegfried Walter Loewe (* 19. August 1884 in Fürth; † 24. August 1963 in Salt Lake City, Utah) war ein deutscher Pharmakologe, Endokrinologe und klinischer Chemiker. Am wichtigsten geworden sind seine Forschungen in den 1920er Jahren über Sexualhormone und nach 1937 über Cannabis-Wirkstoffe.

## Leben
Er war Sohn des Bankiers August Loewe und seiner Frau Clotilde geb. Blumenthal. Er besuchte das humanistische Lessing-Gymnasium (Frankfurt) in Frankfurt am Main und studierte dann Medizin in Freiburg im Breisgau, Berlin, Straßburg und München, wo er 1907 das Staatsexamen ablegte. Von 1905 bis 1910 arbeitete er bei Franz Hofmeister am Physiologisch-chemischen Institut der Universität Straßburg, wo er 1908 mit einer Dissertation Untersuchungen über den Verlauf der peptischen Verdauung des Kaseins und Serumglobulins zum Dr.med. promoviert wurde. Von 1910 bis 1912 leitete er das Chemische Laboratorium der Psychiatrischen Klinik der Universität Leipzig und arbeitete gleichzeitig am Physikalisch-chemischen Institut, wo ihn der Kolloidchemiker Herbert Freundlich beeinflusste. 1912 wurde er Assistent bei Wolfgang Heubner am Pharmakologischen Institut der Georg-August-Universität Göttingen. Hier habilitierte er sich 1913 mit einer Arbeit Membran und Narkose, in der er die Lipoidtheorie der Narkose vertiefte. 1919 heiratete er Ida geb. Witte, mit der er zwei Söhne und eine Tochter hatte. Von 1921 bis 1928 war er Ordinarius für Pharmakologie an der national-estnischen Universität Tartu in Estland. Seinem Institut dort, das Rudolf Buchheim gegründet hatte, hat er 1924 in einem Aufsatz Von der Wiege der Pharmakologie ein Denkmal gesetzt. In Tartu begann seine Forschung über Sexualhormone. Er setzte sie fort, als er 1928 als Nachfolger von Ernst Josef Lesser Leiter des Hauptlaboratoriums der Städtischen Krankenanstalten Mannheim und bald danach Honorarprofessor der Ruprecht-Karls-Universität Heidelberg wurde. 1933 als Jude entlassen, emigrierte er über die Schweiz und die Türkei in die USA, wo er dank Unterstützung durch die Rockefeller-Stiftung am Mount Sinai Hospital in New York, am Montefiori-Hospital, Bronx, New York und am Pharmakologischen Institut der Cornell University arbeiten und sein zweites großes Thema, die Cannabis-Wirkstoffe, aufgreifen konnte. 1946 wurde er als Research Professor of Pharmacology an das von Louis S. Goodman geleitete Pharmakologische Institut der University of Utah in Salt Lake City berufen, wo er kurz nach seinem 79. Geburtstag starb.

## Werk
Loewe kam zur Endokrinologie von der Pharmakologie her, wie er 1925 schrieb: "Hormontherapie ist eine Arzneitherapie, Hormonwirkungen sind pharmakologische Wirkungen, und ein Irrgang kann nicht ausbleiben, wenn mit solchen Wirkungen am Krankenbette unter Vernachlässigung der Grundsätze der experimentellen Pharmakologie zu arbeiten versucht wird." Er verbesserte die Allen-Doisy-Methode, eine 1923 publizierte biologischen Messmethode für Östrogene, wies damit 1926 erstmals Östrogene im Blut und Harn von Frauen nach und fand, dass der Östrogengehalt zur Zeit des Follikelsprungs sein Maximum erreicht. Die Arbeiten waren eine Voraussetzung für die Reindarstellung von "Follikelhormon" 1930 durch Adolf Butenandt. Inzwischen hatte sich Loewe dem männlichen Sexualhormon zugewandt. Mit seinem Mitarbeiter Hermann E. Voss entwickelte er auch hier zunächst eine biologische Messmethode, den Loewe-Voss-Test, und wies damit 1928 bis 1930 erstmals Androgene im Harn von Männern sowie im Blut von Stieren nach. Wiederum war das eine Voraussetzung für die Reindarstellung von "Testikelhormon" 1931 durch Butenandt. Loewe erkannte, dass im Organismus stets Östrogene und Androgene nebeneinander vorkommen. Insgesamt hat er von 1925 bis 1932 mehr als 50 Originalarbeiten über Sexualhormone publiziert, darunter auch solche über das Vorkommen von Sexualhormonen in Pflanzen.
Dieser letztere Aspekt mag ihm in den USA den Themenwechsel zur Cannabis-Forschung erleichtert haben. Mit dem Chemiker Roger Adams von der University of Illinois at Urbana-Champaign und anderen gewann er aus Cannabisextrakten das Cannabinol, Cannabidiol und, Hauptträger der Wirkung, ein Gemisch aus Tetrahydrocannabinolen. Er hat den Wirkstoffgehalt von Cannabis verschiedener Herkunft verglichen, das Wirkungsspektrum beschrieben einschließlich einer analgetischen Wirkung und Beziehungen zwischen chemischer Struktur und pharmakologischer Wirkung ermittelt. Manche Ergebnisse sind im Rückblick zu modifizieren, denn erst 1964, ein Jahr nach Loewes Tod, haben Yehiel Gaoni und Raphael Mechoulam vom Weizmann-Institut für Wissenschaften in Rehovot, Israel, (–)-Δ9-trans-Tetrahydrocannabinol als den Hauptwirkstoff identifiziert. Das ist das Wesen naturwissenschaftlicher Forschung. Unverändert gilt aber zum Beispiel ein für den Gebrauch durch den Menschen wichtiger Satz, mit dem Loewe 1950 eine große Übersichtsarbeit schloss: "Nach Gewöhnungsgefahr im Sinne von Sucht und Toleranzsteigerung scheinen die Cannabiswirkstoffe an letzter Stelle unter den 'Rauschgiften' zu stehen, nach der Breite zwischen Schwellen- und tödlicher Wirkung stehen manche von ihnen in vorderster Reihe unter allen Pharmaka." Das entspricht heutigem Wissen.
Neben den experimentellen Arbeiten stand während Loewes ganzer wissenschaftlicher Laufbahn das Überdenken von Problemen der Allgemeinen Pharmakologie, besonders der Frage, wie sich Wirkungen quantifizieren lassen, wenn Arzneistoffe in Kombination gegeben werden.

## Anerkennung
1932 wurde Loewe Mitglied der Deutschen Akademie der Naturforscher Leopoldina. Um 1930 wurde er Mitglied der Deutschen Pharmakologischen Gesellschaft, Mitte der 1930er Jahre aber aus deren Mitgliederlisten gestrichen. 1958 wählte ihn die Gesellschaft zum Ehrenmitglied. 1950 ernannte ihn die medizinische Fakultät Heidelberg wieder zum Honorarprofessor. In Erinnerung an Lesser und Loewe, die beiden ersten Leiter des Hauptlaboratoriums der Städtischen Krankenanstalten Mannheim, wurde in Mannheim die Lesser Loewe Foundation e. V. gegründet, die klinische, besonders biochemische und endokrinologische Forschung am Universitätsklinikum Mannheim fördert. Die Stiftung verleiht einen mit 10.000 € dotierten Wissenschaftspreis. Zu Loewes 70. Geburtstag schrieb ihm Heubner in einem offenen Brief: „Sie haben mehr von allem Menschlichen erfahren, als viele andere auf glatter Bahn. Sie sind sich in vielfacher, harter Prüfung des eigenen Wertes tiefer bewußt geworden. Wenn Sie die stolze Reihe Ihrer Arbeiten, Entdeckungen und originellen Gedanken überblicken, dürfen Sie sich selbst das Zeugnis ausstellen, daß Sie mit Ihrem Pfunde gewuchert haben.“ Zwei 1973 und 1974 von Loewes ehemaligem Mitarbeiter Voss herausgegebene Bände des Handbuchs der experimentellen Pharmakologie behandeln Androgene und Antiandrogene. Voss schrieb auf das Vorsatzblatt: „Dem Andenken des Pharmakologen und Endokrinologen Professor Dr.med. W.S. Loewe gewidmet“.